# 下劳赫
下劳赫是德国莱茵兰-普法尔茨州的一个市镇。总面积0.79平方公里，总人口47人，其中男性24人，女性23人（2011年12月31日），人口密度59人/平方公里。